# Giacomo Perez-Dortona
Giacomo Perez-Dortona est un nageur français né le 11 novembre 1989 à La Seyne-sur-Mer, dans le Var. Spécialiste de la brasse, il succède à Hugues Duboscq en équipe de France. Malgré un début de carrière où des blessures et de la malchance l'ont accompagné, il devient champion du monde en 2013 du relais 4 × 100 m 4 nages aux côtés de Camille Lacourt, Jérémy Stravius et Fabien Gilot. Samedi 14 décembre 2013, aux Championnats d'Europe en petit bassin de Herning au Danemark, Giacomo Perez Dortona a remporté la médaille d'argent au 50 m brasse.

## Biographie
Né à La Seyne-sur-Mer, dans le Var, d'un père argentin et footballeur, Giacomo Perez-Dortona fait de la natation dès son plus jeune âge avec ses deux frères poussés par sa mère Martine. Inscrit au club des Cachalots de Six-Fours, il s'y spécialise dans les épreuves de brasse. Il rejoint ensuite le CN Marseille en 2007 où il est pris en charge par l'entraîneur Romain Barnier. Grâce à son titre aux Championnats de France de natation 2012, Giacomo Perez-Dortona s'est qualifié au sein du relais 4 × 100 m 4 nages français aux Jeux olympiques d'été de 2012 à Londres. Par la suite, il a obtenu la médaille de bronze en petit bassin. En 2013, il devient champion du monde du 4 × 100 quatre nages en compagnie de Camille Lacourt, Jérémy Stravius et Fabien Gilot.
En décembre 2014, il remporte sa première médaille mondiale individuelle, en décrochant le bronze sur le 100 mètres brasse avec un nouveau record de France en 56 secondes 78 aux Mondiaux en petit bassin de Doha.
Non qualifié pour les Jeux olympiques de Rio, l'arrêt possible de sa carrière est évoqué en juillet 2016. Perez-Dortona parle de son côté de « faire un gros break » et évoque une lassitude physique sur la durée de sa carrière.

## Palmarès

### Championnats du monde
| Édition        | Épreuve                | Épreuve | Épreuve | Épreuve |
| Édition        | 4 × 100 m quatre nages |         |         |         |
| Barcelone 2013 | Or 3 min 31 s 51       |         |         |         |
| Kazan 2015     | Bronze 3 min 30 s 50   |         |         |         |

Petit bassin
- Doha 2014
  -  Médaille d'argent sur 4 × 50 m 4 nages
  -  Médaille de bronze sur 100 m brasse
  -  Médaille de bronze sur 4 × 100 m 4 nages

### Championnats d'Europe
Grand bassin
- Berlin 2014
  -  Médaille d'argent sur 4 × 100 m 4 nages
- Londres 2016
  -  Médaille d'argent sur 4 × 100 m 4 nages

Petit bassin
- Chartres 2012
  -  Médaille d'or sur 4 × 50 m 4 nages
  -  Médaille de bronze sur 100 m brasse
- Herning 2013
  -  Médaille d'argent sur 50 m brasse

### Championnats de France
| Édition            | Épreuve             | Épreuve                         | Épreuve                         | Épreuve                                                                                    | Épreuve | Épreuve | Épreuve | Épreuve |
| Édition            | 50 m brasse         | 100 m brasse                    | 200 m brasse                    | Divers                                                                                     |         |         |         |         |
| Tours 2006         | 25e (série) 30 s 48 | —                               | —                               | 100 m dos : 21e (séries) / 1 min 00 s 65 200 m quatre nages : 24e (séries) / 2 min 11 s 01 |         |         |         |         |
| Saint-Raphaël 2007 | Bronze 29 s 27      | 5e 1 min 04 s 07                | 6e (finale B) 2 min 25 s 27     | —                                                                                          |         |         |         |         |
| Dunkerque 2008     | —                   | 5e (demi-finales) 1 min 04 s 68 | 18e (séries) 2 min 24 s 67      | —                                                                                          |         |         |         |         |
| Montpellier 2009   | Or 27 s 36          | —                               | —                               | —                                                                                          |         |         |         |         |
| Saint-Raphaël 2010 | Bronze 28 s 32      | Argent 1 min 02 s 00            | 5e (demi-finales) 2 min 16 s 98 | —                                                                                          |         |         |         |         |
| Schiltigheim 2011  | Or 27 s 56          | Argent 1 min 01 s 35            | —                               | —                                                                                          |         |         |         |         |
| Dunkerque 2012     | Or 27 s 83          | Or 1 min 00 s 86                | —                               | —                                                                                          |         |         |         |         |
| Rennes 2013        | Or 27 s 77          | Or 1 min 00 s 64                | 4e 2 min 14 s 77                | —                                                                                          |         |         |         |         |
| Chartres 2014      | Argent 27 s 70      | Or 1 min 01 s 20                | 4e 2 min 14 s 28                | —                                                                                          |         |         |         |         |
| Limoges 2015       | Or 27 s 59          | Or 1 min 00 s 31                |                                 |                                                                                            |         |         |         |         |

## Records personnels
| Épreuve      | Temps         | Record           | Lieu                | Date            |
| ------------ | ------------- | ---------------- | ------------------- | --------------- |
| 50 m brasse  | 27 s 36       | record personnel | Montpellier, France | 22 avril 2009   |
| 100 m brasse | 1 min 00 s 31 | record personnel | Limoges, France     | 31 mars 2015    |
| 200 m brasse | 2 min 13 s 16 | record personnel | Rome, Italie        | 16 juillet 2012 |

| Épreuve      | Temps         | Record           | Lieu             | Date             |
| ------------ | ------------- | ---------------- | ---------------- | ---------------- |
| 50 m brasse  | 26 s 18       | record personnel | Doha, Qatar      | 7 décembre 2014  |
| 100 m brasse | 56 s 78       | Record de France | Doha, Qatar      | 4 décembre 2014  |
| 200 m brasse | 2 min 05 s 35 | record personnel | Chartres, France | 24 novembre 2012 |